# Адолф VIII (Шаумбург)
Адолф VIII фон Шаумбург (на немски: Adolf VIII von Schauenburg; † 13 октомври 1370 във Фамагуста на Кипър) е от 1353 до 1370 г. управляващ граф на Холщайн-Шауенбург и Холщайн-Пинеберг.
Той е най-възрастният син на граф Адолф VII фон Холщайн-Шауенбург (1297 – 1354) и втората му съпруга Хайлвиг фон Липе († 1369), дъщеря на Симон I. По-малкият му брат Герхард II († 1366) е епископ на Минден.
Адолф VIII се жени за Хелена († 1426), дъщеря на граф Ерих I фон Хоя и Хелена фон Брауншвайг-Волфенбютел, дъщеря на херцог Магнус II фон Брауншвайг-Люнебург.
Той завладява замък Пинеберг. Малко след това тръгва на поклонение в Палестина до Гроба на Христос и умира на 13 октомври 1370 г. във Фамагуста на остров Кипър.
Неговият брат Ото I († 1404) го последва като граф.